# Vehicle Factory Jabalpur
Vehicle Factory Jabalpur è una suddivisione dell'India, classificata come census town, di 11.956 abitanti, situata nel distretto di Jabalpur, nello stato federato del Madhya Pradesh. In base al numero di abitanti la città rientra nella classe IV (da 10.000 a 19.999 persone).

## Geografia fisica
La città è situata a 23° 06' 01 N e 80° 00' 44 E.

## Società

### Evoluzione demografica
Al censimento del 2001 la popolazione di Vehicle Factory Jabalpur assommava a 11.956 persone, delle quali 6.216 maschi e 5.740 femmine. I bambini di età inferiore o uguale ai sei anni assommavano a 535, dei quali 285 maschi e 250 femmine. Infine, coloro che erano in grado di saper almeno leggere e scrivere erano 10.470, dei quali 5.673 maschi e 4.797 femmine.